# Анкерс, Эвелин
Эвелин Фелиза Анкерс (англ. Evelyn Felisa Ankers; 17 августа 1918[…], Вальпараисо — 29 августа 1985[…], Мауи, Гавайи) — американская киноактриса. Была ведущей актрисой во многих голливудских фильмах ужасов, включая таких картины как «Человек-волк» (1941), «Призрак Франкенштейна» (1942), «Сын Дракулы» (1943) и «Женщина из джунглей» (1944). В начале 1950-х годов Анкерс завершила кинокарьеру, став домохозяйкой. Вместе с мужем она поселилась на Гавайях, где и умерла от рака яичников в 1985 году в возрасте 67 лет.

## Личная жизнь
В 1942 году вышла замуж за актёра Ричарда Деннинга. Их брак продлился до смерти Эвелин. От брака осталась дочь Диана.